# Renate Carstens
Renate Carstens (bis 1987 zeitweise Renate Eisengarten, * 12. September 1938 in Gera; † 5. Januar 2019) war eine deutsche Indonesistin und Hochschullehrerin an der Friedrich-Schiller-Universität Jena.

## Leben
Renate Carstens legte im Jahr 1957 die Abiturprüfung ab und studierte von 1969 bis 1973 Slawistik und Indonesistik an der Friedrich-Schiller-Universität Jena. 1976 promovierte sie mit einer Arbeit zur indonesischen Sprache, 1980 folgte die Promotion B zur Dr. sc. (entspricht einer Habilitation). Im Jahr 1990 wurde Renate Carstens zur Hochschuldozentin für orientalistische Sprachwissenschaft/Indonesistik berufen. In den 1990er Jahren leitete sie den Fachbereich für orientalistische Sprachwissenschaft an der Universität Jena. Im Jahre 2003 ging sie in den Ruhestand.

## Publikationen
- Durch Asien im Horizont des Goethekreises. Neue Facetten im Wirken Goethes. Forschungsarbeit von Renate Carstens. Verlag Dr. Kovač, Berlin 2008, ISBN 978-3-8300-3656-2. Online-Rezension